# 피타는 연애
《피타는 연애》는 2024년 방송예정인 드라마이다.

## 기획 의도
군입대한 남한 월드스타와 북한 여전사가 벌이는 덜덜하고 달달한 남북공조 연애&통일 프로젝트

## 제작진

### 제작사
- JTBC 스튜디오

### 연출
- 박광춘
- 영화 《아주 특별한 변신》(공동제작)
- 영화 《은행나무 침대》(조감독&단역-P.T. 기사 역)
- 영화 《퇴마록》(각본&감독)
- 영화 《마들렌》(감독&각색)
- 영화 《잠복근무》(감독&각색)
- 영화 《울학교 이티》(감독&각색)
- 영화 《수목장》(감독)
- 영화 《러브 앤 란제리》(감독)
- 드라마 《수목장》(연출) 등 연출 )

### 극본
- 권희경 : ( ENA 수목 미니시리즈 《굿잡》(공동집필) 등 집필 )

- 박현진

## 등장인물

### 주요 인물
- 남규리 : 백영옥 역 - 북한 8군단 특수부대원을 이끄는 소위

- 김민석 : 로이드 역

- 송재림 : 성재훈 역

### 그 외 인물
- 김정영 : 정금숙 역

- 전승훈 : 장철규 역

- 박현숙 : 원태숙 역 - 평화시의 시장

- 노상현 : 존킴 역

- 김나연 : 한송이 역

- 이정현 : 계남식 역

- 정진우 : 동필 역

## 시청률
최저 시청률과 최고 시청률은 시청률 조사회사와 지역별로 시청률에 차이가 있을 수 있습니다.
| 2023년 | 2023년 | 2023년         | 2023년         | 2023년       | 2023년 |
| 회차   | 방송일 | TNmS 시청률    | AGB 시청률     | AGB 시청률   |        |
| 회차   | 방송일 | 대한민국(전국) | 대한민국(전국) | 서울(수도권) |        |
| ------ | ------ | -------------- | -------------- | ------------ | ------ |
| 제1회  |        | %              | %              | %            |        |
| 제2회  |        | %              | %              | %            |        |
| 제3회  |        | %              | %              | %            |        |
| 제4회  |        | %              | %              | %            |        |
| 제5회  |        | %              | %              | %            |        |
| 제6회  |        | %              | %              | %            |        |
| 제7회  |        | %              | %              | %            |        |
| 제8회  |        | %              | %              | %            |        |
| 제9회  |        | %              | %              | %            |        |
| 제10회 |        | %              | %              | %            |        |
| 제11회 |        | %              | %              | %            |        |
| 제12회 |        | %              | %              | %            |        |
| 제13회 |        | %              | %              | %            |        |
| 제14회 |        | %              | %              | %            |        |
| 제15회 |        | %              | %              | %            |        |
| 제16회 |        | %              | %              | %            |        |

## 같이 보기
- 대한민국의 텔레비전 드라마 목록 (ㅍ)
- 2024년 대한민국의 텔레비전 드라마 목록